# Dominique Papety
Dominique Papety, né le 12 août 1815 à Marseille, où il est mort le 19 septembre 1849, est un peintre français.

## Biographie
Né à Marseille, rue Longue des Capucins, où son père exerce la profession de savonnier, il apprend le dessin avec Augustin Aubert (1781-1857) et intègre, en 1835, l'atelier de Léon Cogniet à l'École des beaux-arts de Paris
. En 1836, il monte en loge et obtient le premier grand prix de Rome, le thème étant un sujet biblique sur Moïse frappant le rocher pour faire jaillir une source.
Il part pour la villa Médicis à Rome où il séjourne de 1837 à 1842. Il subit l'influence d'Ingres qui admire beaucoup son élève et dira de lui « Ce ne fut jamais un élève, c'était un maître dès qu'il toucha un pinceau ». Il fait la connaissance de François Sabatier, grand amateur d'antiquités, avec lequel il se lie d'amitié et qu'il accompagne en Grèce entre avril et août 1846. Il visite les vingt-trois monastères du mont Athos. Il rapporte de ce voyage des centaines de dessins, et publie en 1847 un rapport de ce voyage dans la Revue des deux Mondes intitulé Les peintures byzantines et les couvents de l'Athos. Il est influencé par les idées de Charles Fourier, et c'est à partir de ses théories qu'il peint son tableau le plus célèbre : Le Rêve du Bonheur, très grand tableau de 366 × 632 cm appartenant au musée Antoine-Vivenel de Compiègne, mais exposé au musée d'Orsay. Il fait un second voyage en Grèce, en août 1847, à la suite du couronnement du roi de Grèce Othon 1er, et en rapporte une documentation qui sert entre autres pour la décoration du Panthéon de Paris. De ce voyage comme du précédent, il rapporte une somme considérable de documentation, enrichissant la connaissance des costumes, paysages, monuments et coutumes locales, annotant ses dessins de remarques, ce qui en fait un journaliste, un véritable ethnologue et un documentaliste pour les sites archéologiques. Sur proposition du duc de Montpensier, il est invité pour représenter la cour et la famille royale dans une scène, commémorant un événement récent : la visite des monuments d'Athènes le 12 septembre 1845.
Il rentre à Marseille, malade du choléra contracté en Morée. Au cours d'un séjour en Camargue, ses accès de fièvre redoublent. Il vient mourir à Marseille en 1849, au sein de sa famille. Le choléra qui désolait la région empêche les artistes de faire une imposante manifestation à ses funérailles.
Après sa mort, une vente est organisée, à l'issue de laquelle des milliers d'œuvres sont dispersées.

## Œuvres dans les collections publiques
En Argentine,
- Buenos Aires, musée national des beaux-arts : En el baño.

Aux États-Unis
- New York, Metropolitan Museum of Art : Pèlerin italien, pierre noire et aquarelle[4].

En France

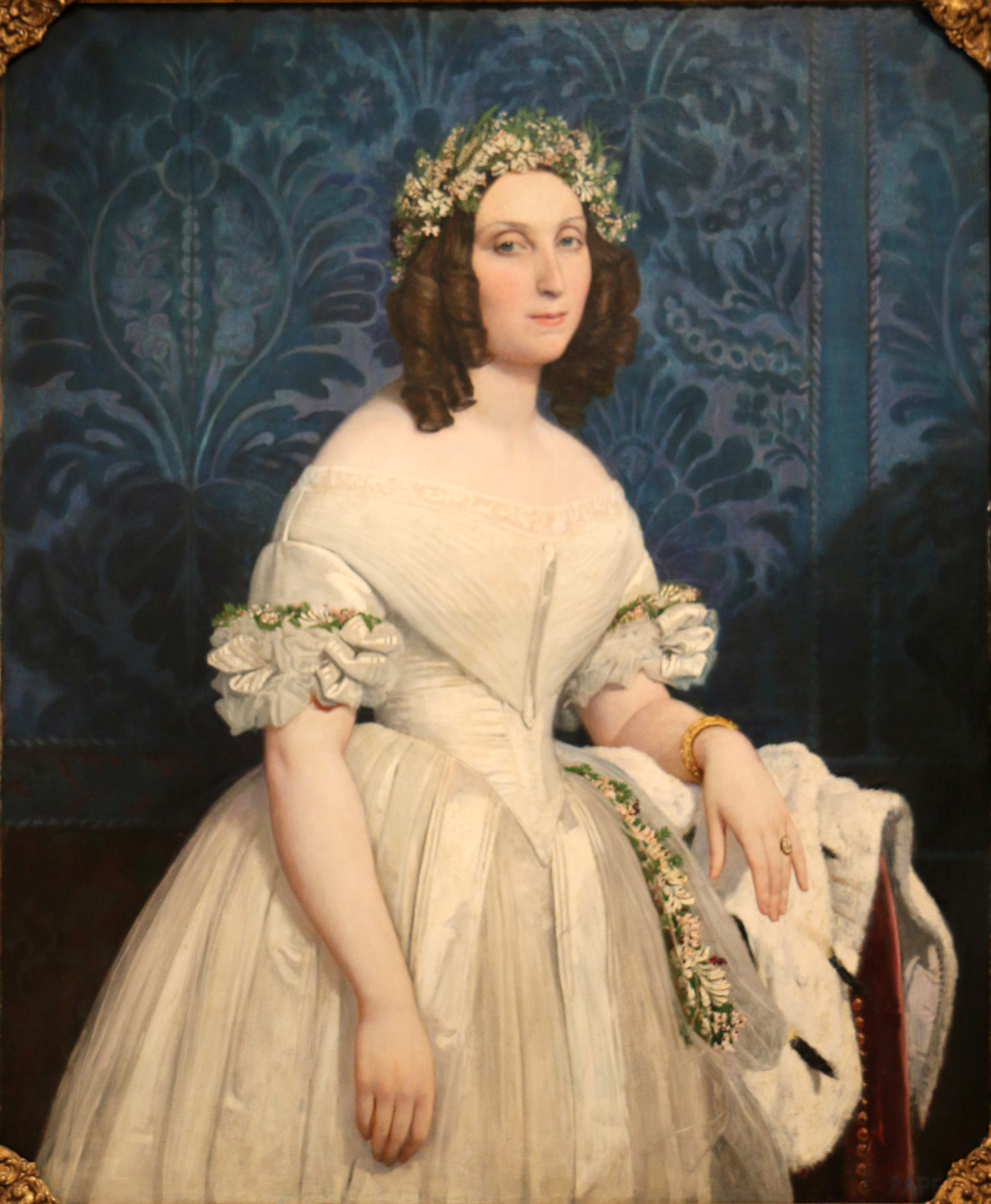
Portrait de Marie Louise Charles-Roux, née Arnavon, musée Louis Vouland, Avignon

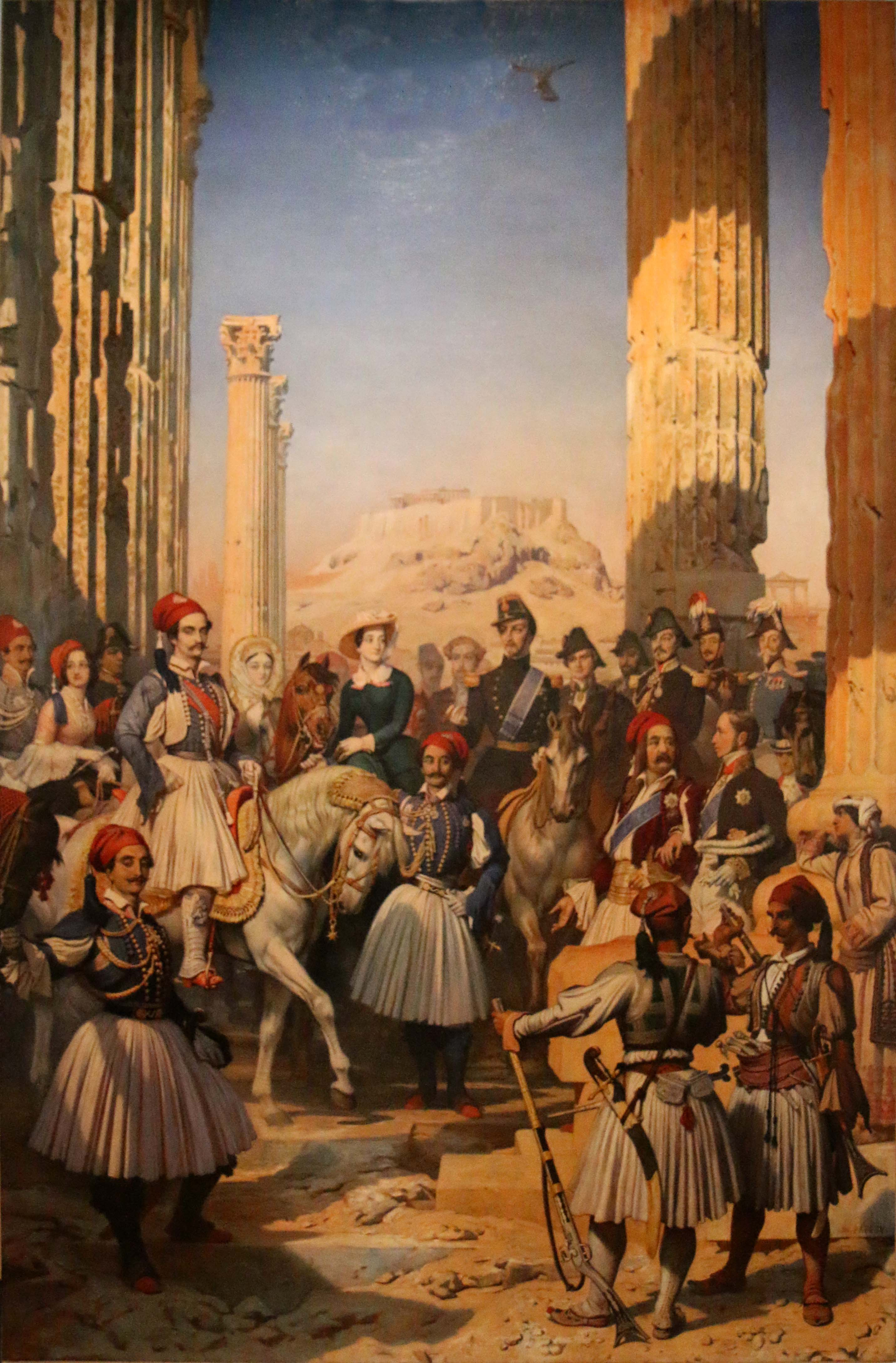
Le duc de Montpensier visitant les ruines du temple de Jupiter à Athènes, Versailles, Châteaux de Versailles et du Trianon.

- Avignon, musée Louis Vouland : Portrait de Marie Louise Charles-Roux, née Arnavon[Note 3].
- Compiègne, musée Antoine-Vivenel :
  - Galatée, Amphitrite, huile sur bois[6] ;
  - Portrait d'Antoine Vivenel, huile sur toile[7] ;
  - Symbole d'amour, huile sur bois[8] ;
  - Un Rêve de bonheur, huile sur toile[9].
- Dijon, musée Magnin : Tête de jeune femme, huile sur toile[10].
- Marseille :
  - La Major : Saint Joseph et l'Enfant Jésus, placé dans l'entrée de la chapelle de la Vierge derrière le chœur[11] ;
  - église Notre-Dame-du-Mont : Le Sacré-Cœur, classé Monument historique[12] et occupe le retable de l'autel situé dans la chapelle du Perpétuel Secours[13] : le Christ est représenté bénissant avec la main posé sur le cœur et entouré d'angelots ;
  - musée des beaux-arts :
    - Moïse sauvé des eaux, crayon noir, lavis gris[14],
    - Le Passé, le Présent, l'Avenir, huile sur toile[15],
    - Portrait de Madame Pastré, huile sur toile[16] (tableau terminé par Eugène Lagier),
    - Types italiens, huile sur toile[17],
    - Mercure, huile sur toile[18],
    - Consolatrix afflictorum, huile sur toile[19] ;

  - musée Grobet-Labadié :
    - Portrait d'homme, 1834, crayon noir et aquarelle[20],
    - Trois femmes voilées, 1835, plume, encre brune[21].
- Montauban, musée Ingres : Portrait d'Hippolyte Flandrin, huile sur toile[22].
- Montpellier, musée Fabre :
  - Donna Anna, avant 1849, crayon noir, mine de plomb et craie blanche[23] ;
  - Saint Cyprien et sainte Justine, vers 1837, mine de plomb et aquarelle[24] ;
  - Thétis pleurant Achille, avant 1849, plume et encre noire[25].
- Nantes, musée des beaux-arts : Prière à la Madone, huile sur toile[26].
- Orléans, musée des beaux-arts : 
  - Le frappement du rocher, Réplique du Grand Prix de Rome de 1836, huile sur toile, 38 x 48,5 cm[27];
  - Jeanne d'Arc présentée à Charles VII, février 1429, D'après Gillot Saint-Èvre (1791-1858), vers 1837, huile sur toile, 94 x 107 cm[28].
- Paris :
  - École nationale supérieure des beaux-arts : Le Frappement du rocher, huile sur toile[29]. C'est par ce tableau que Papety a obtenu le 24 septembre 1836 le grand prix de Rome.
  - département des Arts graphiques du musée du Louvre :
    - Coupole de l'église de Saint-Luc-en-Phocide, vers 1846-1847, mine de plomb, aquarelle et gouache[30] ;
    - Façade du Parthénon, vers 1846-1847, mine de plomb, aquarelle et gouache[31] ;
    - Cinq études de costumes grecques féminins, vers 1846-1847, mine de plomb et aquarelle[32] ;
    - Delphes les roches Phaedriades, vers 1846-1847, aquarelle, fusain et gouache[33] ;
    - Démétrius Kinopoulos, moine d'Aghios Luca, vers 1846-1847, mine de plomb et aquarelle[34] ;
    - Femme de Procida assise, mine de plomb et aquarelle[35] ;
    - Femmes à la fontaine, huile sur toile. Ce tableau exécuté en 1839 sera exposé au palais des beaux-arts à Paris en août 1840 sous le titre Fontaine antique. Ce thème sera repris à plusieurs reprises dans l'œuvre de Papety qui réalisera notamment une réplique avec des variantes intitulée Femmes grecques à la fontaine et conservée au musée du Louvre.

  - musée du Louvre : Femmes grecques à la fontaine, huile sur toile[36].
- Panthéon de Paris.
- Versailles, musée de l'Histoire de France :
  - Jeanne d'Arc présentée à Charles VII, février 1429, huile sur toile[37] ;
  - Guillaume de Clermont défendant Ptolémaïs, 1291, huile sur toile[38] ;
  - Jean Koletti, huile sur toile[39].
  - Le duc de Montpensier visitant les ruines du temple de Jupiter à Athènes

Au Royaume-Uni
- Londres :

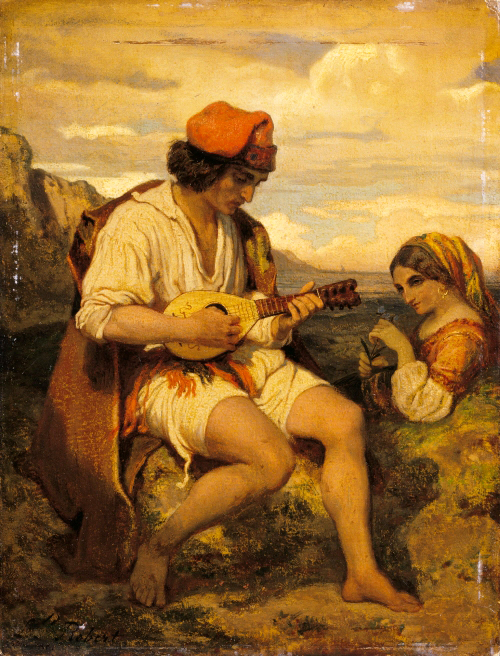
Pêcheur napolitain, Wallace Collection, Londres

  - British Museum : dessins et gravures.
  - Wallace Collection[40] :
    - La Tentation de saint Hilarion (1844), huile sur bois, 50 × 64 cm
    - Pêcheur napolitain, huile sur bois, 35 × 26 cm
    - Paysanne italienne, huile sur bois, 32 × 24 cm
    - Paysanne française (1848), huile sur bois, 32 × 24 cm
    - Paysanne italienne et son enfant (1836-1841), aquarelle, 24 × 19 cm
    - Une Femme chinoise, aquarelle, 22 × 28 cm

## Salons
- Salon de Paris de 1843.

## Expositions
- 1946, Athènes, École française, Centenaire de l'École.
- 1948, Marseille, musée Cantini, Peintures et Dessins de 1840 à 1940.

## Récompenses
- Grand prix de Rome en peinture de 1836.

## Réception critique
« Papety promettait beaucoup, dit-on. Son retour d'Italie fut précédé par des éloges imprudents. Dans une toile énorme, où se voyaient trop clairement les habitudes récentes de l'Académie de peinture, M. Papety avait néanmoins trouvé des poses heureuses et quelques motifs de composition ; et malgré sa couleur d'éventail, il y avait lieu d'espérer pour l'auteur un avenir sérieux. Depuis lors, il est resté dans la classe secondaire des hommes qui peignent bien et ont des cartons pleins de motifs tout prêts. La couleur de ses deux tableaux (Memphis - Un assaut) est commune. Du reste, ils sont d'un aspect tout différent, ce qui induit à croire que M. Papety n'a pas encore trouvé sa manière. »

— Charles Baudelaire, Curiosités esthétiques - Salon de 1845 - Tableaux d'histoire.

## Hommages
Une voie porte son nom, dans le 7e arrondissement de Marseille. La rue Papety part de l'avenue Pasteur, près du palais du Pharo, et descend jusqu'à la plage des Catalans.

## Galerie

Dessins de Dominique Papety
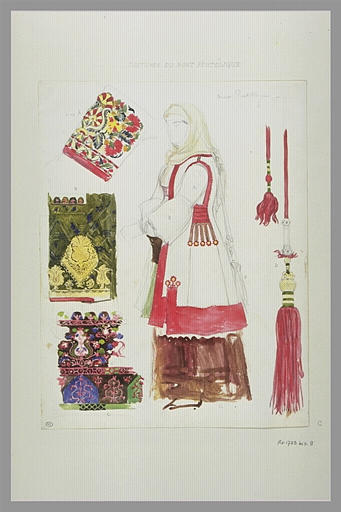
Costume du Mont Pentélique, Paris, musée du Louvre.
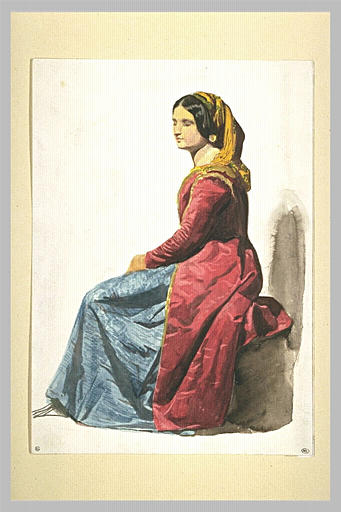
Femme de Procida assise, Paris, musée du Louvre.

Peintures de Dominique Papety
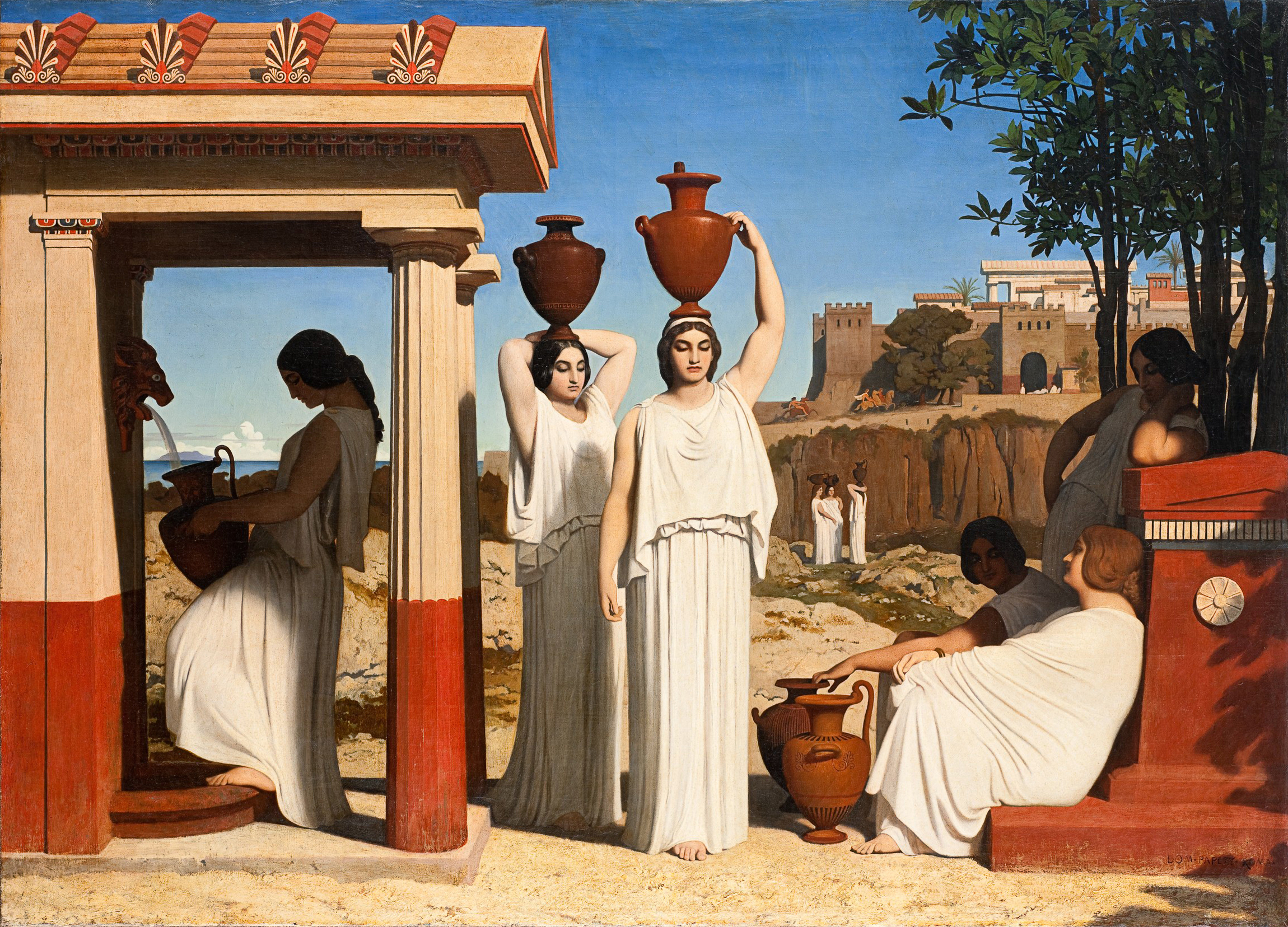
Femmes à la fontaine, Montpellier, musée Fabre.
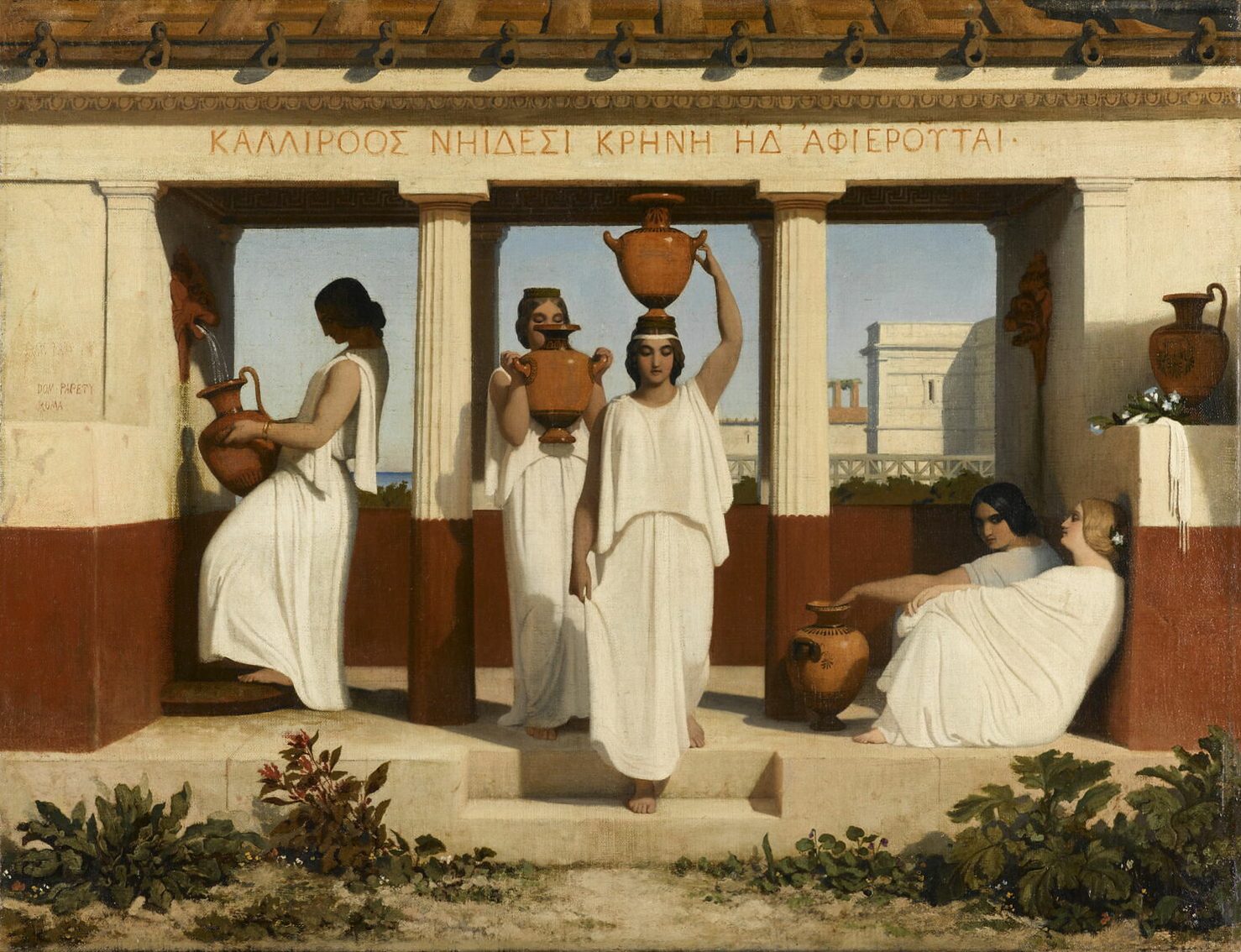
Femmes grecques à la fontaine, Paris, musée du Louvre.
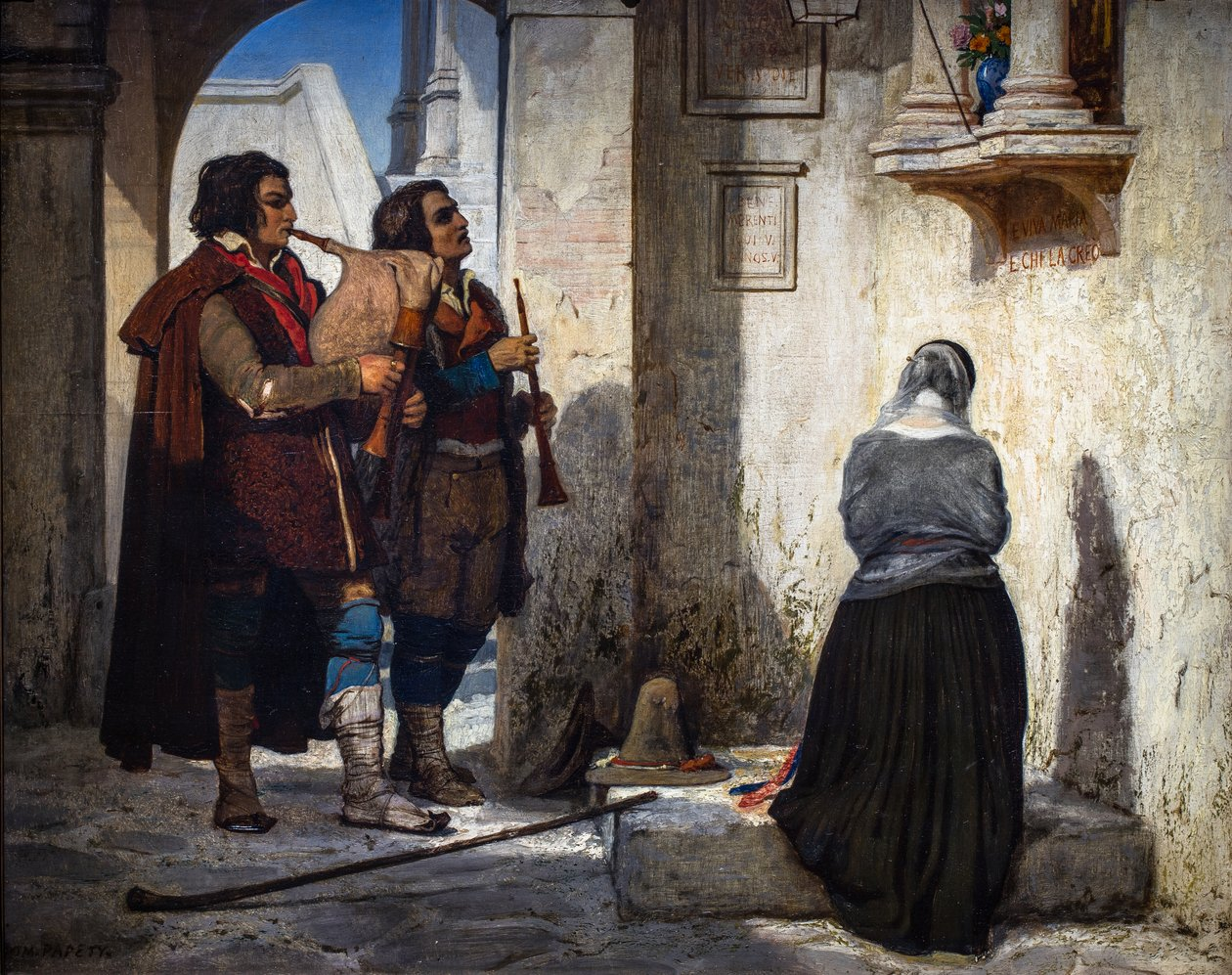
Prière à la Madone, musée des beaux-arts de Nantes.
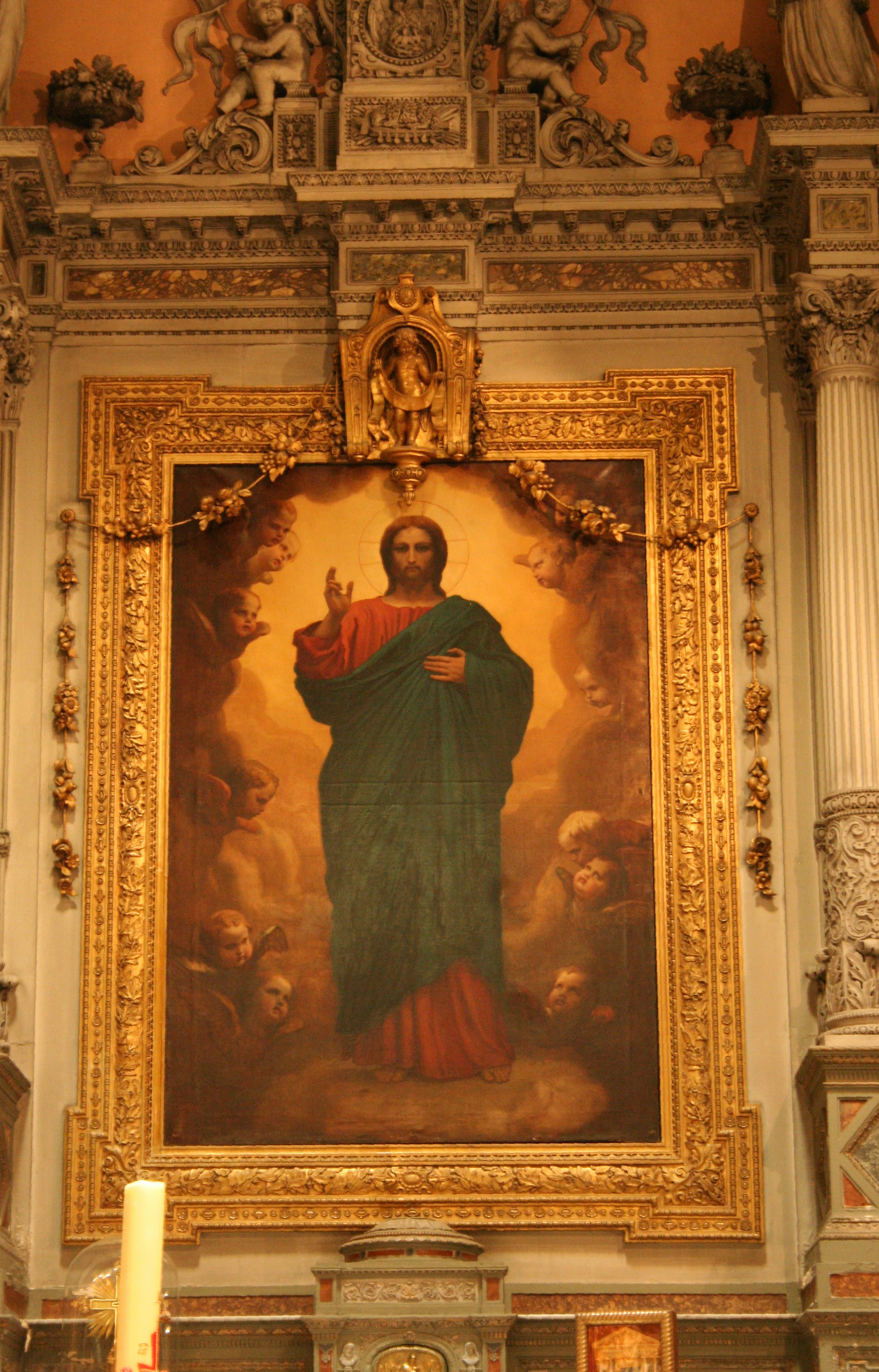
Christ en majesté, Marseille, église Notre-Dame-du-Mont.
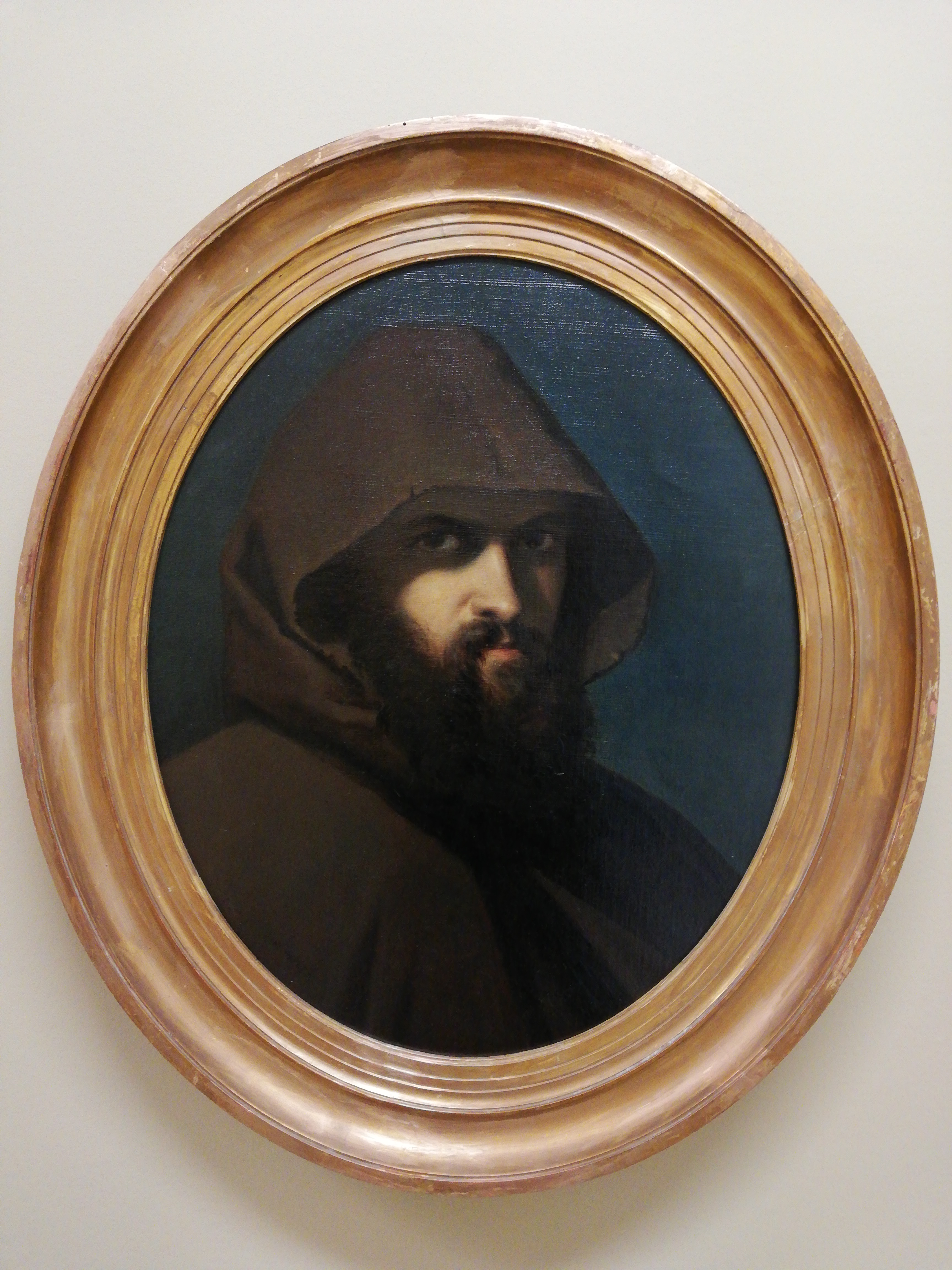
Portrait d'Hébert habillé en moine, par Papety, Huile sur toile. Musée Hébert, La Tronche, France.

Gustave Flaubert cite la toile Rêve du bonheur dans son Voyage en Orient, page 400 de l'édition folio classique, Gallimard 2006. C'est en rencontrant en Grèce un chœur de femmes que cette référence au tableau de Papety lui apparaît.